# トレントン (軽巡洋艦)
トレントン (USS Trenton, CL-11) は、アメリカ海軍の軽巡洋艦。オマハ級軽巡洋艦の1隻。艦名はニュージャージー州トレントンに因む。その名を持つ艦としては2隻目。

## 艦歴
「トレントン」は1920年8月18日にペンシルベニア州フィラデルフィアのウィリアム・クランプ・アンド・サンズ社で起工する。1923年4月16日にキャサリン・E・ドネリーによって命名・進水し、1924年4月19日に艦長エドワード・C・カルブファス大佐の指揮下で就役した。
5月24日に「トレントン」は整調巡航のためニューヨークを出航し地中海に向かった。8月14日、エジプトのポートサイドからアラビア半島のアデンに向かう途中、ペルシャのブーシェフルに向かう様命じられる。25日にブーシェフルに到着し、同地で副領事ロバート・インブリの遺体を乗せる。「トレントン」は前副領事への礼砲に対して答礼を行い、同日出航した。スエズおよびポートサイド、フランスのヴィレフランシュに寄港し、9月29日にワシントン海軍工廠に到着した。
10月中旬、ノーフォーク沖での砲術訓練中に「トレントン」の前部砲塔の装薬が爆発し、砲術要員は死亡もしくは重傷を負った。爆発による火災の中、ヘンリー・クレイ・ドレクスラー少尉とジョージ・コリスター一等掌帆兵曹は装薬を浸漬タンクに投入しようとしたが失敗し、ドレクスラー少尉は装薬の爆発で死亡した。コリスター兵曹は目的を達する前に、火災と煙で倒れ、翌日死亡した。両名とも死後名誉勲章を受章した。
同月末、「トレントン」は北へ向けて出航し行方不明となったノルウェー船の捜索に参加する。その任務の後東海岸での作戦活動を行い、1925年2月3日にフィラデルフィアを出航、キューバのグアンタナモ湾で偵察艦隊と合流した。砲術訓練の後艦隊はパナマ運河に向かい、月の半ばに通過した。23日、偵察艦隊と戦闘艦隊はバルボアを通過し、サンディエゴに到着した。両艦隊はサンディエゴとサンフランシスコの中間海域に集合し、4月15日に中央太平洋に向けて航行した。ハワイ諸島の防衛体制を完全に点検するための演習を6月7日まで行い、演習終了後、偵察艦隊の大部分は大西洋に引揚げていった。
7月1日、「トレントン」は第2巡洋戦隊の一艦として戦闘艦隊と共に南太平洋の島々および、オーストラリアとニュージーランドへの親善航海に出発した。艦隊はサモアを経由し、メルボルン、ウェリントン、シドニー、オークランド、ダニーデンおよびリトルトンを訪問。8月に入って第2巡洋戦隊はマルキーズ諸島、ガラパゴス諸島をめぐり、パナマ運河を通過してグアンタナモ湾で偵察艦隊と合流。砲術演習を行った後、11月9日にフィラデルフィアに帰還した。
1926年1月、「トレントン」は偵察艦隊と合同して砲術演習のためグアンタナモ湾に向かった。2月1日、キューバを離れてパナマに向かい、以後6週間にわたって戦闘艦隊と偵察艦隊の合同訓練に参加した。3月中旬、偵察艦隊の諸艦はナラガンセット湾とその周辺において予備兵向けの演習を行った後、夏の練習航海に備えて各々の母港に戻った。9月中旬、「トレントン」は冬の航海のためグアンタナモ湾に向かった。12月25日まで偵察艦隊の航海訓練に参加した後、それぞれの母港に戻っていった偵察艦隊の他の艦艇と別れ、1927年に入って早々にグアンタナモ湾在泊の戦闘艦隊に合流し、間もなく偵察艦隊とも再合流した。5月、「トレントン」は内乱状態のニカラグアの監視に赴くヘンリー・スティムソン大佐をコリントまで乗せ、任務終了後にスティムソン大佐夫妻をハンプトン・ローズまで送り届けた。6月には大統領カルビン・クーリッジの視察を受け、戦闘、偵察両艦隊恒例の夏の訓練のためハンプトン・ローズを出港した。「トレントン」は第2巡洋戦隊旗艦としてナラガンセット湾で訓練を行った。偵察艦隊はチェサピーク湾とチャールストンの中間海域で砲術訓練を行い、「トレントン」は秋になって艦隊に合流した。
1928年1月、「トレントン」はチャールストンを出港し、選挙監視のためニカラグアに再度派遣されるスティムソン大佐を送った後、僚艦と共にグアンタナモ湾で偵察艦隊に合同し演習を再開した。3月9日、第2巡洋戦隊は偵察艦隊から離れ、「トレントン」以下4隻の軽巡洋艦がカリフォルニア沖で戦闘艦隊に合同して途中で演習を行いつつハワイ向かった。ハワイ諸島近海での活動を終えるとトレントンと姉妹艦「メンフィス (USS Memphis, CL-13) 」はホノルルを出港して中国に派遣され、同地の第3巡洋戦隊に編入された。アジアでの「トレントン」は、フィリピン総督になっていたスティムソン大佐の訪問をしばしば受けた。また、フィリピンでの陸海軍合同演習に参加し、中国北部の海域を哨戒。芝罘（チーフー）に海兵隊を上陸させることもあった。
1929年5月、「トレントン」はアジア艦隊を離れ、姉妹艦「メンフィス」「ミルウォーキー (USS Milwaukee, CL-5) 」とともにアメリカ本国に戻った。1929年の後半、「トレントン」はフィラデルフィアでオーバーホールに入り、オーバーホールを終えると偵察艦隊に復帰した。以後4年間、夏はニューイングランド海域、冬はカリブ海で定期的な偵察艦隊の演習に参加する一方、しばしば中央アメリカ諸国の政治的介入に加わり、特別任務隊を派遣した。
1933年春、「トレントン」は戦闘艦隊に移籍してその巡洋戦隊旗艦となった。1934年9月まで東太平洋で行動した後、パナマ運河の大西洋岸に戻り、特別任務隊に編入された。次の15ヵ月もの間、カリブ海、中央アメリカの諸港を訪問し、次いで南アメリカへの親善航海に出た。1936年1月、メア・アイランド海軍造船所でオーバーホールに入り、オーバーホール後の1937年と1938年の冬にオーストラリアを訪問し、1939年春に戦闘艦隊に復帰した。
1939年5月、「トレントン」は大西洋に戻り、6月3日にハンプトン・ローズからヨーロッパに向けて出発した。ヨーロッパにおいてスペイン内戦からアメリカ国民を保護すべく編成された第40戦隊に加わり、本国に戻る1940年7月中旬までの間、イベリア半島沿岸部や地中海西部を哨戒した。本国に戻る際、ナチス・ドイツに祖国を追われカナダに亡命するルクセンブルク大公シャルロット以下の大公一家を無事送り届けた。

### 第二次世界大戦
11月に入り、「トレントン」は太平洋艦隊の第3巡洋戦隊に編入され、1941年から1944年中旬までは主に東南太平洋方面で行動した。真珠湾攻撃のあった1941年12月上旬の間はバルボアで待機していた。1942年早々、アメリカ海軍が燃料基地を建設していたソシエテ諸島ボラボラ島に向かう輸送船団を護衛。1942年中旬から1944年中旬までは、パナマ運河からマゼラン海峡に至る南アメリカ西海岸を哨戒した。
1944年7月18日、「トレントン」はアリューシャン列島海域に向けて出航した。サンフランシスコに停泊後、9月2日にアラスカ州アダックに到着した。その1ヶ月後、アッツ島へと移動する。10月に姉妹艦「リッチモンド (USS Richmond, CL-9) 」および9隻の駆逐艦と合流し、レイテ島の戦いが行われている間に千島列島に対して2度の掃討を行う。初回は16日から19日にかけて行われ、2度目は22日から29日にかけて行われた。「トレントン」は1945年1月3日に千島列島に戻り、幌筵島に対して砲撃を行った後、アラスカ州での偵察任務を再開した。
その後「トレントン」は終戦までアラスカ海域およびアリューシャン列島の偵察を行い、千島列島には定期的に掃討を行った。2月18日に再び幌筵島に砲撃を行い、1ヶ月後には松輪島に砲撃を行った。6月10日に再び松輪島へ砲撃を行い、掃海戦を行った後11日の晩に再び砲撃を行った。6月23日から25日まで太平洋戦争における最後の戦闘、千島列島中部で掃海戦を行った。第94任務部隊は2つの部隊に分割され、「トレントン」は敵に接することはなかったが、もう一つの部隊は小船団に遭遇し、5隻を沈めた。

### 戦後
作戦後まもなく「トレントン」はオーバーホールのため南へ向かう。8月1日にサンフランシスコに到着し、メア・アイランド海軍造船所で終戦を迎え、不活性化オーバーホールを待つこととなった。11月初めにパナマに向かい、18日にパナマ運河を通過、1週間後にフィラデルフィアに到着する。1945年12月20日にフィラデルフィア海軍造船所で退役し、1946年1月21日に除籍された。1946年12月29日、「トレントン」の船体は購入者であるペンシルベニア州ベスレヘムのパタプスコ・スクラップ社に廃棄するため引き渡された。
「トレントン」は第二次世界大戦の戦功で1個の従軍星章を受章した。